# Phyllis Rankin
Phyllis McKee Rankin (31 de agosto de 1874 – 17 de noviembre de 1934) fue una actriz y cantante de Broadway de la década de 1880 y 1920.

## Primeros años
Phyllis McKee Rankin era la segunda hija de los actores Elizabeth "Kitty" Blanchard y Arthur McKee Rankin, también conocido como McKee Rankin.
Su hermana mayor, Gladys Rankin, también actuó con su marido Sidney Drew en un número llamado Mr. & Mrs. Sidney Drew, y su hermanastra menor, Doris Rankin, fue actriz de cine y teatro y esposa del actor Lionel Barrymore. En septiembre de 1890, Elizabeth Rankin presentó una demanda impugnando la resistencia de su marido a proporcionar manutención a su hija. Una demanda anterior, en la que solicitaba la separación de Davenport, estaba siendo estudiada por la Corte Suprema de Nueva York. Mrs. Davenport estaba considerada como "la actriz de carácter y artista escénica más destacada y conocida" de su generación.
Phyllis Rankin fue educada por su padre en el "teatro de la vieja escuela". Hizo su primera aparición en un escenario a los 10 años con sus padres en Stormbeaten. Finalmente abandonó las compañías de su padre y fue dirigida por Charles Frohman.
Una casa perteneciente a McKee Rankin en el 40 Edgecombe Avenue, cerca de la calle 136, ardió en la madrugada del 1 de abril de 1891. Rankin y su madre se encontraban en el interior de la vivienda cuando se inició el incendio en un armario de ropa blanca. El fuego fue contenido y apagado gracias a los esfuerzos de una "brigada de cubos". Los daños se estimaron en 400 dólares y fueron cubiertos por el seguro.

## Carrera en la actuación
Rankin formó parte del reparto de Sara, una obra representada en el Palmer Theatre (Wallack's Theatre) en el verano de 1890.  Sara interpretaba a la esposa abandonada de un aventurero francés llamado Antoine la Rue. Albert M. Palmer se hizo con el control del Wallack's Theatre en 1888 y produjo obras en Nueva York hasta 1896.
Rose Coghlan consiguió que Rankin sustituyera a Jennie Yeamans en una producción de 1892 de The Check Book.. En abril de 1893 apareció en Arabian Nights en un programa de variedades en el Standard Theatre, 6th Avenue between 32nd Street and 33rd Street, donde también actuaban los cómicos de Frohman.
En febrero de 1897, Rankin formó parte de un cartel en el Olympia Music Hall, 1514-16 Broadway (Manhattan) (44th Street), que incluía a Auguste van Biene. El mismo mes actuó en el Proctor's Twenty-Third Street Theatre, 139 West Twenty-Third Street, de Frederick Francis Proctor. En mayo, actuó en el St. Nicholas Music Hall, en la calle 66 Oeste, cerca de la Columbus Avenue. Cantó en el Koster & Bial's Music Hall, en la 729 6th Avenue y 23rd Street, en junio. En julio, Rankin actuó con Lizzie Evans y George Thatcher en el Keith's New Union Square Theatre, cerca de Broadway en la 14th Street. Durante su actuación en el establecimiento B.F. Keith, hizo imitaciones de Anna Held. En el Casino Theatre, 1404 Broadway (West 39th Street), Rankin interpretó el papel de Fifi Fricot en The Belle of New York, que se representó durante una semana en diciembre de 1897.
En agosto de 1898, ya estaba recibiendo ofertas de directores ingleses de ópera cómica. The Belle of New York se representó en el Shaftesbury Theatre con Harry Davenport en la compañía. Davenport interpretó a un médico y Rankin, a un ama de llaves, en Three Wise Fools. Ambos se conocieron y se casaron en la producción original de The Belle of New York. En el musical cantaron un famoso dúo, When We Are Married.
Otras producciones en las que actuó fueron The Rounders, It Happened in Nordland, y Fascinating Flora.

## Muerte
Rankin murió en Canton, Pensilvania, en 1934 a los 60 años. Ella y Harry Davenport se casaron y fueron padres de Arthur Rankin, escritor y actor de cine. Murió de una hemorragia cerebral tras una larga enfermedad en 1947.
Su nieto fue el productor y director Arthur Rankin Jr. Tras su boda con Davenport, Rankin dejó los escenarios durante once años antes de regresar en un pequeño papel en Lightnin, en agosto de 1918. Más tarde, la pareja formó equipo en el Criterion Theatre para una producción de Three Wise Fools. Rankin fue madre de otros tres hijos, dos de los cuales actuaron sobre el escenario.
Tras la muerte de su esposa, Harry Davenport entró en el mundo del cine y alcanzó la fama con su papel secundario como el Dr. Meade en Gone with the Wind.[cita requerida]